# Flickenteppich

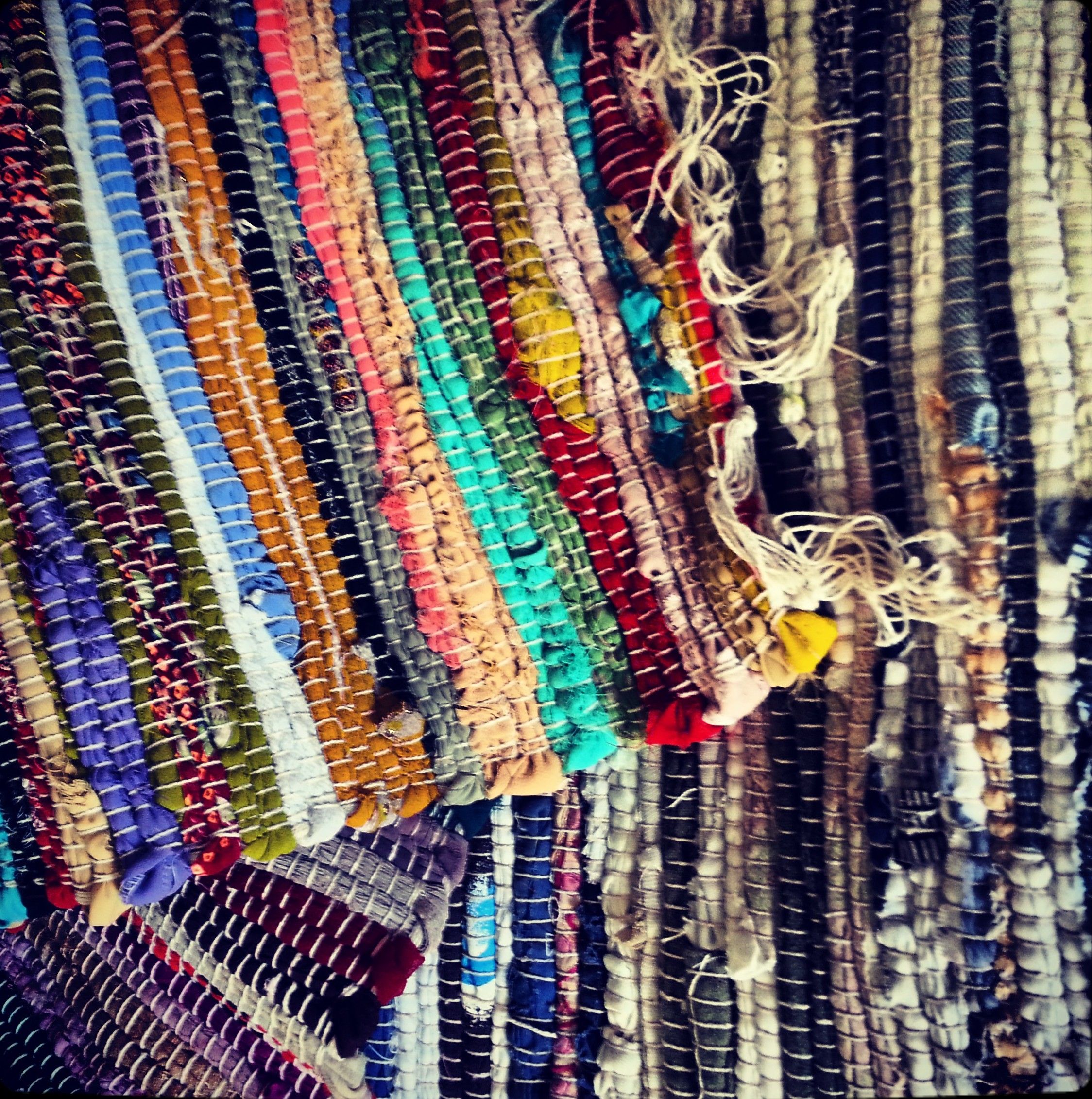
Flickenteppiche

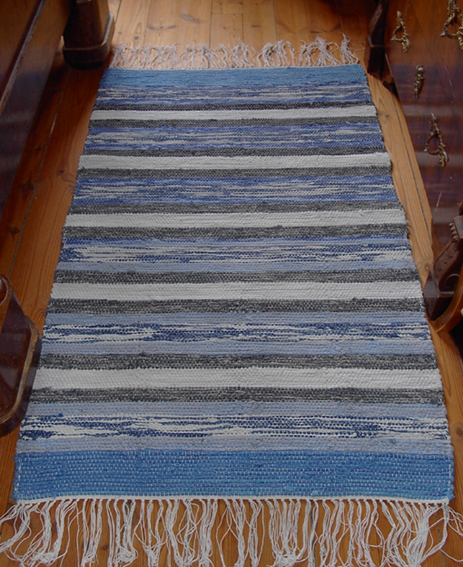
Schwedische Variante, genannt „trasmatta“

Der Flickenteppich ist ein meist sehr bunter, gewebter Teppich aus langen, zusammengenähten Stoffstreifen als Schuss.

## Fertigung
Gewebt wird auf zweischäftigen Webstühlen in Schussrips, wodurch die schnurartigen Kettfäden fast unsichtbar werden und das Gewebe besonders strapazierfähig wird. Als Schuss wird ein langer, zusammengenähter Stoffstreifen aus verschiedenen Reststücken (den Flicken oder Flecken) verwendet. Wenn Garn unterschiedlicher Stärke und Konsistenz verwendet wird, so wird dieses mit Hilfe der Technik des Abhängens auf gleiche Länge gebracht. Die Flicken können nach Bedarf auch eingefärbt werden.

## Geschichte
Teppiche dieser Art ermöglichen die Verwertung von alten Textilien, die sonst nicht mehr brauchbar sind. Vor allem in ländlichen Gegenden war die Nachnutzung etwa alter Kleidung auf diese Weise eine willkommene Möglichkeit, sich dekorative Bodenbeläge zu verschaffen und das verhältnismäßig teure Material einer sinnvollen Verwendung zuzuführen, zudem konnten die zum Weben der Teppiche benutzten Stoffstreifen leicht selbst hergestellt werden.
Eine große Tradition dieser Art von Teppich hat das Mühlviertel in Oberösterreich. Besonders nach dem Zweiten Weltkrieg war der Mühlviertler Fleckerlteppich sehr gefragt.
Auch im Chiemgau hat die Fertigung der Teppiche lange Tradition. Hier findet man alte Webstühle, auf denen seit Generationen gewebt wurde und an denen heute von Kunsthandwerkern Fleckerlteppiche gefertigt werden.
In Oberschwaben wurde speziell der Allgäuer Bändelteppich hergestellt.

## Im übertragenen Sinne
Das Wort „Flickenteppich“ wird im übertragenen Sinne als abwertende Metapher für alle Arten kleinteiliger Ordnung, als Beispiel von Fragmentierung, verwendet. Im politischen Kontext wird es gelegentlich als Schlagwort von Befürwortern einer Zentralisierung von Kompetenzen – gegen eine dezentrale, föderale Ordnung – verwendet und ist damit eine Parallele zu dem Begriff Kleinstaaterei.